# Alice Cullen
Alice Cullen   (18 de març de 1891 - 31 de maig de 1969) va ser una política del Partit Laborista escocès. Va ser la primera dona catòlica que va esdevenir membre del Parlament Britànic.

## Biografia
Educada a l'escola primària de Lochwinnoch, Cullen era mestressa de casa, es va quedar dues vegades vídua i es va casar tres vegades. Va ser membre de Glasgow Corporation des de 1935 fins a 1945, i es va convertir en jutgessa de pau el 1941.
Va ser escollida a la Cambra dels Comuns com a membre del Parlament de la circumscripció electoral de Glasgow Gorbals, que era un feu segur per als laboristes, en unes eleccions parcials el 1948. Va competir amb tres homes per aconseguir el càrrec, que va quedar vacant a causa de la dimissió de l'anterior diputat, George Buchanan, que va assumir el càrrec de president de la Junta d'Assistència Nacional.
Va ocupar l'escó a les eleccions generals posteriors, fins a la seva mort el 1969 als 78 anys. Va ser diputada de Glasgow Gorbals en el moment de l'incident de "The Gorbals Vampire" el setembre de 1954, quan centenars d'escolars van anar a buscar al cementiri de la Necròpolis del Sud , armats amb pals i estaques, un suposat vampir amb dents de ferro que, segons el boca-orella havia matat dos nens del barri. Va liderar l'ajuntament en culpar a còmics i pel·lícules de terror per l'incident. Això va donar lloc a una crida a la prohibició dels còmics de terror nord-americans als menors a la qual va donar suport, juntament amb tots els altres diputats de Glasgow.
L'octubre de 2016 es va representar al Citizens Theatre de Glasgow una obra de teatre basada en aquest incident, The Gorbals Vampire.